# Uroderma magnirostrum
Uroderma magnirostrum (Davis, 1968) è un pipistrello della famiglia dei Fillostomidi diffuso in America centrale e meridionale.

## Descrizione

### Dimensioni
Pipistrello di piccole dimensioni, con la lunghezza della testa e del corpo tra 54 e 70 mm, la lunghezza dell'avambraccio tra 41 e 45 mm, la lunghezza del piede tra 9 e 12 mm, la lunghezza delle orecchie tra 13 e 17 mm e un peso fino a 21 g.

### Aspetto
Le parti dorsali sono marroni o bruno-grigiastre con la base dei peli più chiara, mentre le parti ventrali sono bruno-grigiastre. Una striscia dorsale bianca poco visibile si estende dalla nuca fino alla groppa. Il muso è allungato e largo. La foglia nasale è ben sviluppata, brunastra e lanceolata. Due strisce bianche indistinte sono presenti su ogni lato del viso, la prima si estende dall'angolo esterno della foglia nasale fino a dietro l'orecchio, mentre la seconda, spesso del tutto assente, parte dell'angolo posteriore della bocca e termina alla base del padiglione auricolare. Le orecchie sono larghe, triangolari con l'estremità arrotondata, ben separate, marroni e con i margini più chiari alla base. Il trago è piccolo, affusolato e con il margine posteriore dentellato. Le ali sono attaccate posteriormente alla base dell'alluce. È privo di coda, mentre l'uropatagio è ridotto ad una membrana priva di peli e con il margine libero a forma di U lungo la parte interna degli arti inferiori. Il calcar è corto. Il cariotipo è 2n=36 FNa=60 o 62.

## Biologia

### Comportamento
Si rifugia in gruppi fino a 5 individui all'interno di grandi foglie arrotolate di alberi come la palma Astrocaryum murumuru. I due sessi tendono a formare colonie separate.

### Alimentazione
Si nutre probabilmente di frutta e in misura minore di insetti, parti di fiori, nettare e polline.

### Riproduzione
Femmine gravide sono state catturate in El Salvador nel mese di giugno, in Nicaragua a marzo e luglio, in Bolivia a settembre e in Brasile a giugno.

## Distribuzione e habitat
Questa specie è diffusa negli stati messicani meridionali di Guerrero, Oaxaca, Veracruz e Chiapas; Guatemala meridionale, Honduras e Nicaragua occidentali; El Salvador, Panama, Colombia, Venezuela, Guyana, Ecuador orientale, Perù, Brasile settentrionale, centrale e orientale, Bolivia settentrionale e centrale.
Vive nelle foreste sempreverdi, foreste decidue e in prossimità di specchi d'acqua all'interno di zone aride fino a 800 metri di altitudine.

## Conservazione
La IUCN Red List, considerato il vasto areale, la popolazione presumibilmente numerosa, la presenza in diverse aree protette e la tolleranza alle modifiche ambientali, classifica U.magnirostrum come specie a rischio minimo (Least Concern)).